# 秦颙
秦颙，字士昂，贵州贵阳人，明朝政治人物、進士出身。

## 生平
正統六年（1441年）雲南鄉試第十一名，正統七年（1442年）壬戌科进士，三甲二名，官至云南左参政。

## 家族
曾祖仲明，百戶。祖孟禮。父義。母朱氏。